# Сакля
Сакля (від груз. სახლი сахлі — «будинок») — монументальна кам'яна споруда жителів Кавказу, а також дерев'яний будинок в Криму, переважно в гірській зоні. У Кримських горах це зазвичай невеликий будинок, з дерева, глини, керамічної або саманної цегли, з плоским дахом. Часто розташовувалися на гірських схилах у вигляді терас, приєднуючись впритул один до іншого. Таким чином дах будівлі, розташованої нижче, часто був підлогою або двором тої, що знаходиться вище.

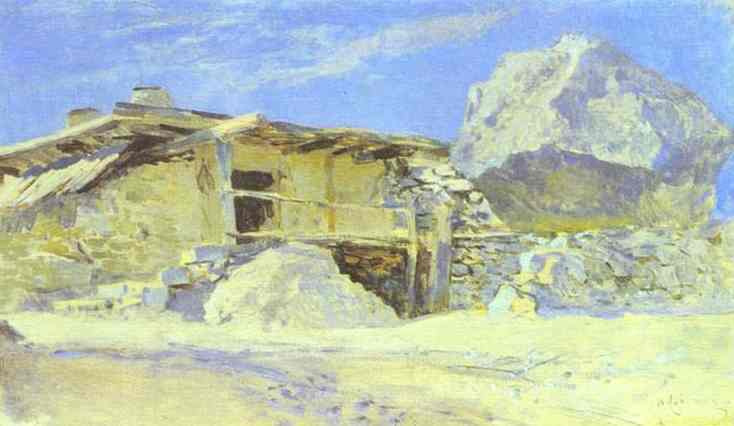
Левітан І. І., «Сакля в Алупці», етюд, 1886 рік.

Найдавніші кримські саклі — найпростіші однокімнатні споруди без вікон, із земляною підлогою і вогнищем посередині приміщення. Дим в таких саклях виходив через отвір у даху. Сучасні саклі часто складаються з декількох кімнат, з критою підлогою, обладнані для комфортного проживання.

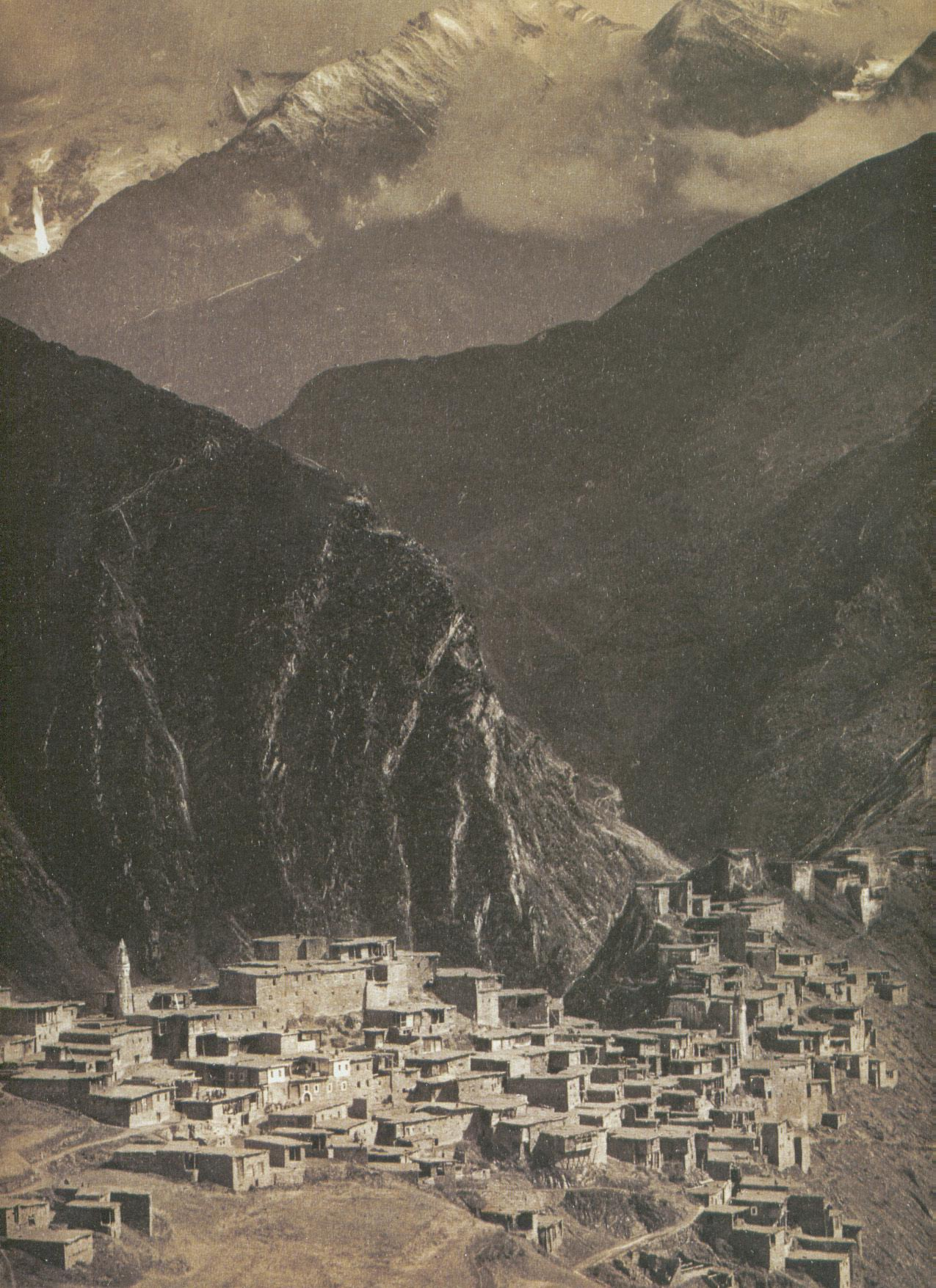
Дагестанський тип сакельної забудови. Аул Тінді

Зовсім іншого типу саклі в горах Кавказу. Нерідко багатоповерхові, кам'яні, з численними бійницями, вони являли собою комфортне житло і надійну фортецю в разі небезпеки.
Художник Ісаак Левітан замалював саклю в одній зі своїх картин (на репродукції). Саклю також зобразив в 1910 році на своїй картині «Сакля в Криму» інший російський художник —  К. О. Коровін.

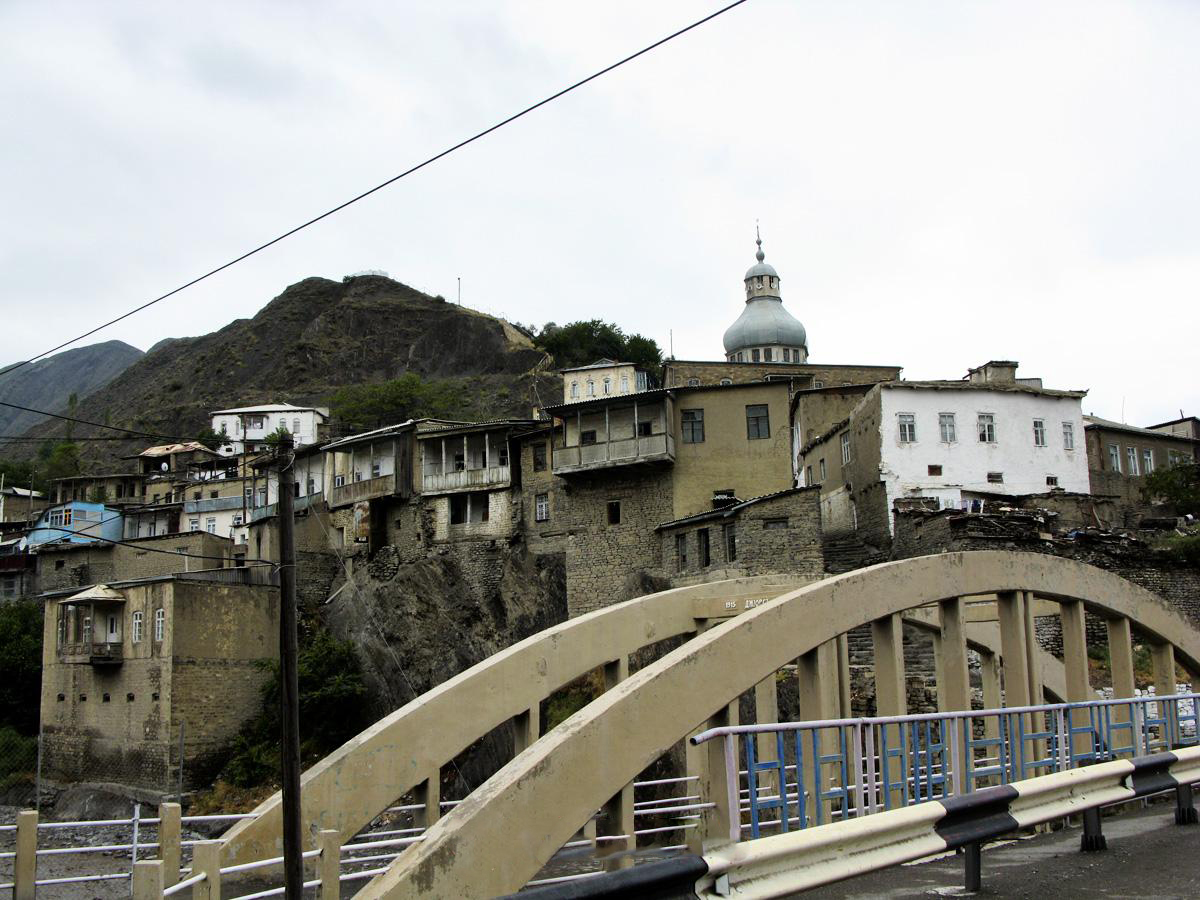
Саклі на скелі. Ахти, Дагестан.

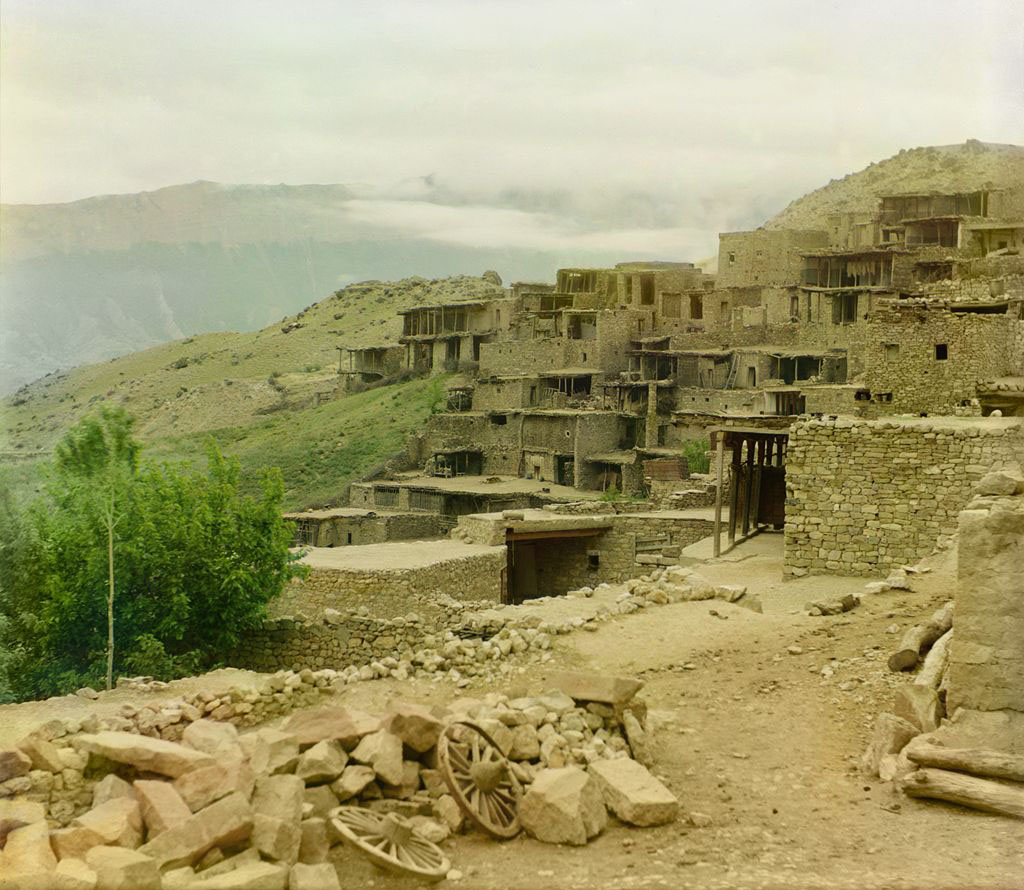
Саклі аула Гімри, Дагестан.